# Vogelspiel

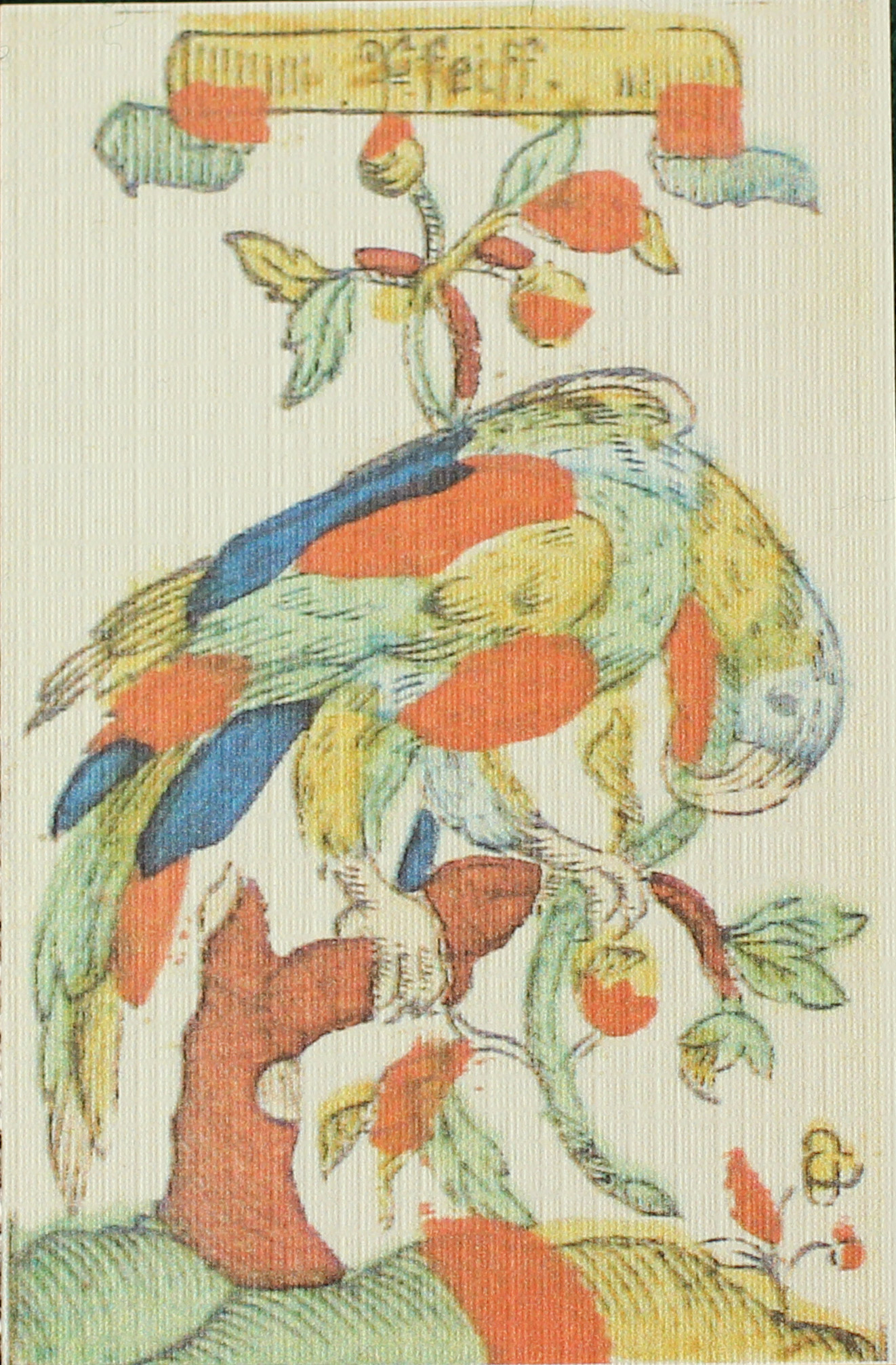
Der Vogel: die höchste Karte beim Vogelspiel

Das Vogelspiel oder Hexenspiel war ein historisches bayerisches und österreichisches Kartenspiel für eine variable Spielerzahl, das mit speziellen Spielkarten gespielt wurde. Das Spiel ist nach dem Vogel bzw. der Hexe benannt, der bzw. die auf der höchsten oder niedrigsten Karte abgebildet war. Auch die Bezeichnung Vogelkarten kommt vor.

## Geschichte
Das Spiel stammt von Cuccù ab, einem italienischen Spiel aus dem 18. Jahrhundert, das wiederum als Malcontenta vom französischen Spiel Mécontent abgeleitet wurde, einem Glücks- und Kinderspiel aus dem frühen 16. Jahrhundert. Das italienische Cuccù bestand ursprünglich aus 38 Karten, bestehend aus zwei Sätzen mit je 10 Zahlen- und 9 Bildkarten; die fünf Matadore waren Kuckuck, Jäger, Pferd, Katze und Taverne, während die vier niedrigen Karten Nulla, Eimer, Maske und Narr waren.
Beim Vogel-, Hexen- oder Hexelspiel wurden spezielle Kartenblätter mit je 32 Karten hergestellt. Diese bestanden aus zwei Sätzen mit je 10 oder 12 Bildkarten, aber nur einem Satz mit Zahlenkarten von I bis X oder XII nummeriert. Die Motive der obersten Karten waren fast identisch mit denen von Cuccù – Vogel, Wächter, Katze, Pferd und Taverne –, obwohl die Rangfolge von Katze und Pferd vertauscht war. Einige Spiele behielten die Nulla als höchste der niedrigen Karten; in anderen Spielen wurde sie zugunsten der XI und XII gestrichen. Inzwischen wurde der Eimer zum Glas und die Maske zur Hexe. Auch hier wurde die Reihenfolge geändert: Die Hexe kam zuletzt und der Narr wurde befördert. Zwei neue niedrige Karten – der Teller und die Würstchen – wurden hinzugefügt.
Die ältesten erhaltenen Spiele stammen aus der zweiten Hälfte des 18. Jahrhunderts und wurden bis zum Ende des Jahrhunderts in Österreich-Ungarn und im Königreich Bayern hergestellt. Ein Spiel wurde noch in den 1930er Jahren von Piatnik herausgegeben. In Österreich wurde vor allem der Name Hexenspiel verwendet; die Bayern und Oberösterreicher nannten es Vogelspiel.

## Karten
Das Spiel besteht aus 32 Karten, davon 12 Zahlenkarten und 10 Paaren unterschiedlicher Bildkarten, die wie abgebildet in absteigender Reihenfolge angeordnet sind. Die gezeigten Aktionen basieren auf Adrian und Pichler; Abweichungen werden vermerkt.
| Kartennamen und Aktionen im Hexenspiel oder Vogelspiel |                          | |
| Kartenname                                             | Österreichisch/Bayerisch | Aktion bei Herausforderung |
| Vogel                                                  | Pfeiff                   | Es findet kein Tausch statt und der Tauscher verliert 2 Leben.                                                                                              |
| Wache                                                  | Werda                    | Es findet kein Tausch statt und der Tauscher verliert ein Leben.                                                                                            |
| Katze                                                  | Miau                     | Es findet kein Tausch statt und der Tauscher verliert ein Leben.                                                                                            |
| Pferd                                                  | Hott                     | Es findet kein Tausch statt und entweder verliert der Tauscher ein Leben (Adrian) oder alle Tausche werden rückgängig gemacht und der Deal endet (Pichler). |
| Taverne                                                | Einkerth                 | Es findet kein Tausch statt und der Tauscher verliert ein Leben. (Bei Pichler verlieren beide ein Leben, wenn der Herausforderer einen Teller hält.)        |
| I – XII                                                | I – XII                  | Karten getauscht. (Hinweis: Adrian hat nur die Karten I–X.)                                                                                                 |
| Nulla                                                  | Nulla                    | Karten getauscht. (Hinweis: Nulla fehlt in Pichlers Spiel.)                                                                                                 |
| Teller                                                 | Deller, Teller           | Karten getauscht |
| Würstchen                                              | Wurst                    | Karten getauscht |
| Glas                                                   | Glas                     | Karten getauscht |
| Der Narr                                               | Narr                     | Karten getauscht |
| Hexe                                                   | Hex                      | Karten getauscht |

## Spielregeln

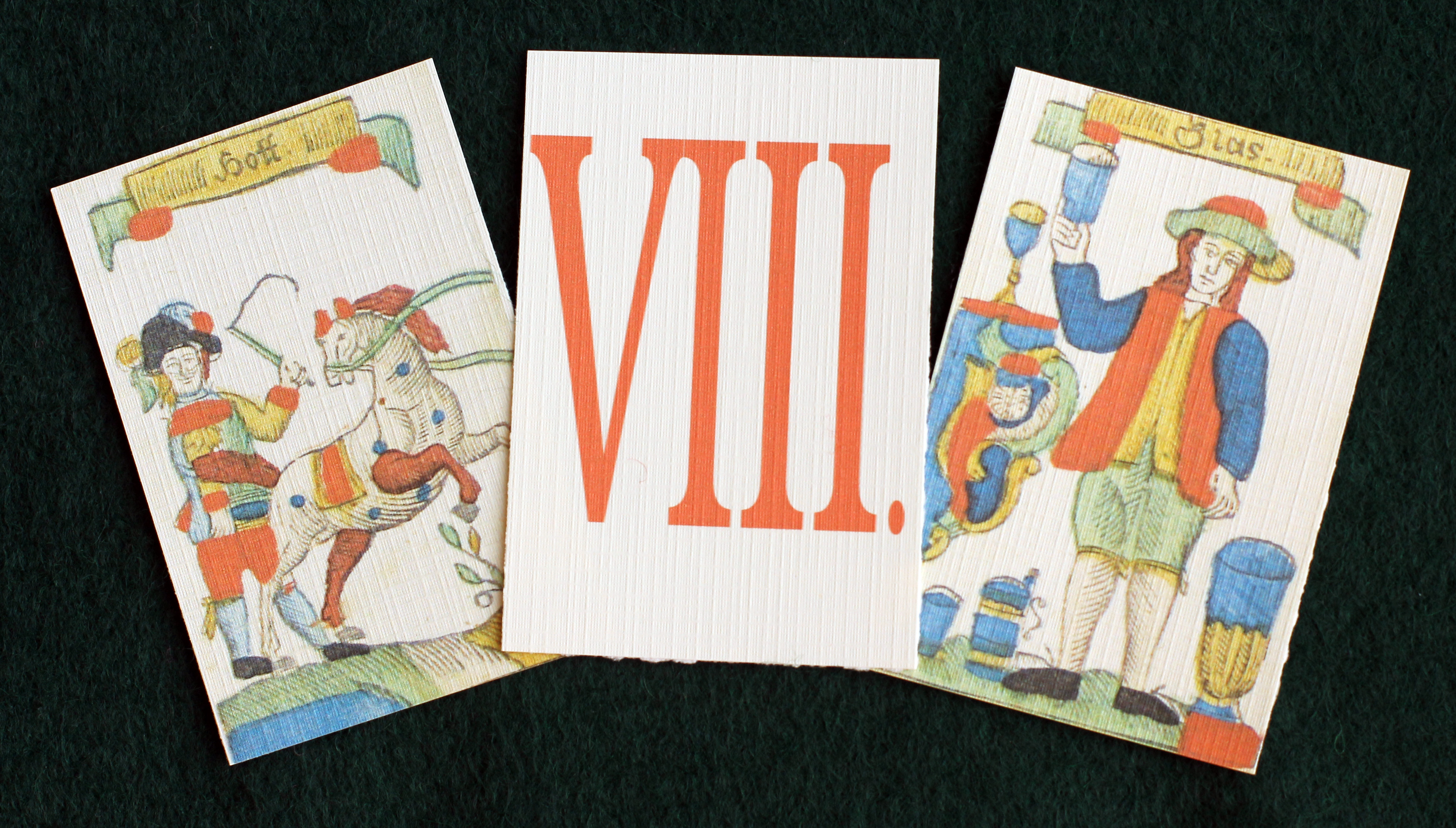
Das Pferd, die VIII und das Glas

Smith (1991) gibt an, dass die Rangfolge der Karten zwar in Flugblättern aus dem späten 18. und frühen 19. Jahrhundert einheitlich und eindeutig ist, die eigentlichen Spielregeln jedoch nicht sehr eindeutig sind und denen von Cuccù ähneln könnten, mit der Ausnahme, dass der Spieler mit der niedrigsten Karte nur dann bestraft wurde, wenn entweder niemand während des Spiels bestraft wurde oder der Bestrafte nicht in der Lage war, die volle Strafe zu zahlen.

### Adrian
Eine Beschreibung von Karl Adrian (1909) in einem Buch über die Kultur und Bräuche Salzburgs liefert wesentlich einfachere Regeln. Vier bis zwanzig Spieler können spielen; jeder erhält 1 Karte und 3 Leben. Jeder Spieler kann, an der Reihe, die ausgeteilte Karte behalten oder mit dem linken Nachbarn tauschen. Ein Nachbar mit einem der Matadore (oberste 5 Karten) nennt ihn; die Karten werden nicht getauscht, und der Tauscher verliert ein Leben; oder sogar zwei Leben, wenn es sich um den „Pfeiff“ handelt. Vermutlich kann der Geber mit dem Stapel tauschen. Sobald alle fertig sind, werden die Karten aufgedeckt, und der Spieler mit der niedrigsten Karte verliert ein Leben; oder zwei Leben, wenn es sich um das „Hex“ handelt. Der Spieler mit den meisten Leben am Ende gewinnt. Die Leben wurden als Striche aufgezeichnet, wahrscheinlich auf einer Tafel, und jedes Mal, wenn ein Leben verloren ging, wurde ein Strich gelöscht.

### Pichler
Ein Regelsatz von Johan Georg Pichler, der einem österreichischen Vogelspiel-Kartenspiel aus dem 18. Jahrhundert beiliegt, befindet sich im British Museum. Die 32 Karten sind wie oben beschrieben und haben die gleiche Rangfolge, außer dass die beiden „Nulla“-Karten durch die Ziffern XI und XII ersetzt werden. Das Spiel wird „wie Höllfahren“ gespielt, „bei dem die Karten getauscht werden.“ Beim Höllfahren erhielt jeder Spieler eine Karte aus einem Stapel und konnte diese tauschen, bevor alle Karten aufgedeckt wurden und der Spieler mit der niedrigsten Karte einen Spielstein um ein Feld näher an die Mitte des kreisförmigen Spielbretts oder des dafür gezeichneten Diagramms rückte.
In Pichlers Beschreibung des Vogelspiels erhält jeder Spieler 6 oder 7 „Strichel“, die vermutlich auf einer Tafel, einem Spielberichtsbogen oder dem Tisch markiert sind. Ein Spieler mit einem der Matadore darf diesen nicht tauschen (sonst verliert er ein Leben), sondern muss der Anweisung folgen oder das Wort oben auf der Karte sagen. Hält ein Spieler einen Vogel, pfeift er, und der Herausforderer löscht zwei Strichel. Wenn der Spieler ein Pferd hält, sagt er „Das ist das Pferd“, woraufhin alle Tauschvorgänge rückgängig gemacht werden, das Geben endet und der Spieler mit der niedrigsten Karte ein Strichel löscht. Wenn ein Spieler, der den Wächter, die Katze oder das Gasthaus hält, herausgefordert wird und „Wächter“, „Miau“ oder „Halt und iss“ sagt, löscht der Herausforderer ein Strichel. Wenn der Spieler, der ein Teller hält, versucht mit dem Gasthaus zu tauschen, verlieren beide ein Strichel. Andernfalls müssen alle tauschen. Der Geber darf mit der obersten Karte des Stapels tauschen; wenn dies nicht gewünscht ist, darf er mit der darunter liegenden Karte tauschen. Sobald alle die Möglichkeit hatten, ihre Karten zu tauschen oder stehen zu bleiben, endet das Geben und der Spieler mit der niedrigsten Karte löscht ein Strichel. Wenn die beiden niedrigsten Karten gleich sind, gibt der Geber zwei weitere und die niedrigste verliert. Ein Spieler, dessen letzte Strichel gelöscht ist, geht aus.